# The Capital
Die The Capital ist eine in Annapolis, Maryland erscheinende US-amerikanische Tageszeitung. Sie gehört zur Unternehmensgruppe der Baltimore Sun.
1884 wurde The Capital unter dem Namen Evening Gazette gegründet. Seit 1987 erscheint die Sonntagsausgabe The Sunday Capital. Das Schwesterblatt The Gazette wurde 1727 von William Parks als The Maryland Gazette in Annapolis gegründet.
Am 28. Juni 2018 wurde ein Attentat auf die Capital Gazette verübt. Der Täter betrat gegen 14:32 Uhr in Militäruniform die Räume des Verlages „Capital Gazette Communication“ in der Bestgate Road 888 in Annapolis. Der Mann eröffnete mit einer Schrotflinte das Feuer und schoss durch eine Glastür. Er warf mit Blendgranaten. Bei dem Angriff starben fünf Menschen und zwei weitere wurden verletzt. Alle Opfer waren Beschäftigte des Verlages. Der Kolumnist der Capital Gazette Gerald Fischman, der Redakteur der Baltimore Sun Rob Hiaasen, der Sportreporter John McNamara, die Community-Nachrichten-Reporterin Wendi Winters und Verkaufshelferin Rebecca Smith kamen zu Tode. Der Täter soll ein Mann sein, der seit Jahren im Streit mit der Redaktion der Zeitung gelegen habe.
Im Dezember 2018 wählte die Time so genannte „Guardians im Krieg um die Wahrheit“ zur Person des Jahres 2018. Die Redaktion von The Capital wurde in diese „Guardians“ (dt.: Wächter) gewählt; sie ziert eines der vier Titelbilder des Time Magazines, die die Person des Jahres bekannt geben.